# Patricia Castro
Patricia Castro, född 6 augusti 1992, är en spansk simmare. 
Castro tävlade för Spanien vid olympiska sommarspelen 2012 i London, där hon var en del av Spaniens lag på 4 x 200 meter frisim.
Vid olympiska sommarspelen 2016 i Rio de Janeiro tävlade Castro i tre grenar (200 meter frisim, 4 x 100 meter frisim och 4 x 200 meter frisim).